# ルカ・デ・ラ・トレ
ルーカス・ダニエル・デ・ラ・トレ（Lucas Daniel de la Torre、1998年5月23日 - ）は、アメリカ合衆国・サンディエゴ出身のサッカー選手。セルタ・デ・ビーゴ所属。ポジションはMF。アメリカ合衆国代表。

## 経歴

### クラブ
カリフォルニア州サンディエゴの生まれ。ノーマッズSC、サンディエゴ・サーフを経て、2013年にフラムFCに加入。2016年8月9日のEFLカップでスターティングメンバーに名を連ね、トップチーム初出場。リーグ初出場は2017年10月28日のEFLチャンピオンシップでトマーシュ・カラスに代えての投入であった。2018年9月25日にEFLカップで初得点を記録した。
2020年8月7日、エールディヴィジのヘラクレス・アルメロと2年＋1年延長の契約を交わした。フリーでの加入となり、背番号14を着用する。
2022年7月7日、セルタ・デ・ビーゴに移籍し、4年契約を結んだ。

### 代表
代表はアメリカ合衆国を選び続けている。
U-17代表としてCONCACAF U-17選手権2015、2015 FIFA U-17ワールドカップに出場。
U-20代表としてCONCACAF U-20選手権2017ではグループステージで1得点、決勝戦のPK戦で1得点を決めている。2017 FIFA U-20ワールドカップにも出場しグループステージで1得点を決めた他、ジョシュ・サージェント、ラゴス・クンガの得点をアシストした。
2018年6月2日に行われたアイルランド共和国代表との親善試合でルビオ・ルビンに代わって途中投入されA代表初出場。

## 私生活
父はスペイン人で、母はアメリカ合衆国人のため、二重国籍。

## 代表歴

### 出場大会
- アメリカ代表
  - 2022 FIFAワールドカップ

### 試合数
- 国際Aマッチ 20試合 0得点（2018年-）[17]

| アメリカ代表 | 国際Aマッチ | 国際Aマッチ |
| 年           | 出場        | 得点        |
| ------------ | ----------- | ----------- |
| 2018         | 1           | 0           |
| 2019         | 0           | 0           |
| 2020         | 0           | 0           |
| 2021         | 3           | 0           |
| 2022         | 8           | 0           |
| 2023         | 8           | 0           |
| 2024         |             |             |
| 通算         | 20          | 0           |